# Dolores Vargas
María Dolores Castellón Vargas, més coneguda com Dolores Vargas   (Barcelona, 16 de maig de 1936 - València, 7 d'agost de 2016), i de sobrenom «la Terremoto», va ser una cantant i actriu catalana.
De ben jove va instal·lar-se a Madrid, on va triomfar en espectacles al Teatre Calderón, juntament amb el seu germà Enrique Calderón. Casada amb només 16 anys, va actuar a Cannes i posteriorment a Nova York, on va encadenar 18 mesos de gira per tot el continent. El seu marit, José Castellón, va ser també el seu guitarrista i un dels seus principals compositors. El 1974 va estar a punt de participar al Festival de la Cançó d'Eurovisió en comptes de Peret.
També va participar en diversos programes a Televisió Espanyola amb artistes com Lola Flores, Rosa Morena o Salvador Dalí. Va interpretar temes com Achilipú, A tu vera (posteriorment adoptada per Lola Flores), Tío, tío, tío, La Moto, Porom Pompero, La Piragua, Macarrones o Se va a Covadonga. Tenia un estil molt versàtil però amb arrels en la rumba catalana. En la darrera etapa de la seva vida va viure a València i a la mort del seu marit va retirar-se a Xirivella, on es troba enterrada.